# 光一英章
光一英章（こういちえいしょう、生没年不詳）とは、江戸時代の浮世絵師。

## 来歴
菊川英山の門人。初名は光一。文政のころに錦絵などを描いている。同じ時代で同門の菊川英章がおり、それと区別するため「光一英章」と呼ばれる。狂言作者でもあった。